# Stare Miasto (Barczewko)
Koordinaten: 53° 50′ 30,8″ N, 20° 35′ 35,5″ O
Die Stare Miasto (historische deutsche Bezeichnung „Altstadt“) beim polnischen Dorf Alt-Wartenburg gilt als ermländisches Pompeji. Hier befand sich im späten Mittelalter eine Stadt, die im Rahmen der Deutschen Ostsiedlung angelegt wurde, jedoch bald zerstört und verlassen wurde.

## Lage
Der Flurname „Altstadt“ bezieht sich auf einer spornartig ins Tal des Baches Orzechowo vortretenden Anhöhe, etwa 350 m nordöstlich des Wadangsees, nördlich des Weilers Orzechówko (Orzechowomühle).

## Geschichte
Die frühesten Stadtgründungen der Region fanden um 1280 an der Küste statt (Braunsberg/Braniewo, Frauenburg/Frombork). Die Stadtgründungen schoben sich im 14. Jahrhundert immer weiter in die Wälder des Landesinneren vor, zuletzt mit der Gründung der Städte Bischofstein (Bisztynek) 1385 und Bischofsburg (Biskupiec) 1395. Burg und Stadt Alt-Wartenburg wurden wohl in den 1320er Jahren angelegt. Der Ort lag in der nordwestgalindischen Landschaft Gunelauken und war mit einem 30 km tiefen Vorstoß in den Süden des Hochstifts eine ungewöhnliche Siedlungsinitiative des ermländischen Bischofs.
Der Deutsche Orden führte im 14. Jahrhundert erbitterte Kriege mit dem Großfürstentum Litauen und so wurde die Ansiedlung 1354 bei einem Überfall der Litauer vollständig zerstört. Der Siedlungsplatz blieb wüst, weil es 1364 sieben Kilometer südöstlich zur Neugründung der heutigen Stadt Wartenburg (seit 1946: Barczewo) kam. Bereits 1356 ist von der antiqua Civitas Wartberg im Sinne einer wüsten Siedlungsstätte die Rede.
Am Ort der Altstadt lassen sich daher nicht durch spätere Überbauung gestörte Überreste einer Lokationsstadt aus der ordenszeitlichen Kolonisationsphase des Ermlands untersuchen.

## Siedlung
Das Areal der Stadt von etwa 220 m in der West-Ost-Achse und 160 m in der Nord-Süd-Achse ist von einer Wall-Grabenanlage umgeben, die an die natürlichen Senken und Steilhänge anschließt. Die Aufteilung des Stadtterrains mit großem Rechteck-Marktplatz von 40 × 60 m Fläche im östlichen Zentrum, rechtwinklig dazu verlaufenden Straßen und eher am Rande positionierten Kirche entspricht dem üblichen Bild. Der Marktplatz war an drei Seiten von Hauskellern gesäumt, im Süden aber von einem durch seine Größe und Gestalt hervorgehobenen, als Kaufhaus gedeuteten Gebäudekomplex abgeschlossen. Nach Westen hin markieren zwei in Richtung Westnordwest-Ostsüdost orientierte Kellerreihen vermutlich zwei Straßenzüge.